# Kasteel van Serrières
Het Kasteel van Serrières (Frans: Château de Serrières) is een kasteel in de Franse gemeente Trept. Het kasteel is een beschermd historisch monument sinds 1992.